# Tricentrogyna rubricosta
Tricentrogyna rubricosta là một loài bướm đêm trong họ Geometridae.